# Thanh Thủy (người mẫu)
Huỳnh Thị Thanh Thủy (sinh ngày 1 tháng 7 năm 2002) là một nữ người mẫu kiêm nhân vật truyền hình người Việt Nam. Cô bắt đầu sự nghiệp người mẫu của mình khi đăng quang cuộc thi Hoa khôi Đại học Đà Nẵng 2021 và đạt danh hiệu Á khôi 1 tại cuộc thi Hoa khôi Sinh viên Thanh lịch Đà Nẵng 2021.
Năm 2022, Thanh Thủy trở thành chủ nhân của danh hiệu Hoa hậu Việt Nam 2022, qua đó cô đại diện quốc gia tham dự Hoa hậu Quốc tế 2024 tại Tokyo, nơi cô giành ngôi vị hoa hậu của cuộc thi. Với thành tích này, cô trở thành người Việt Nam đầu tiên giành ngôi vị cao nhất của cuộc thi Hoa hậu Quốc tế trong lịch sử, và là người Việt Nam thứ hai giành chiến thắng cuộc thi sắc đẹp trong Tứ đại Hoa hậu.

## Tiểu sử
Huỳnh Thị Thanh Thủy sinh ngày 1 tháng 7 năm 2002 tại Đà Nẵng. Năm 2019, cô đạt được huy chương Bạc nội dung thi thời trang trẻ Hội hoa xuân Thành phố Đà Nẵng 2019. Năm 2016, cô giành giải nhì môn Ngữ văn trong cuộc thi tìm học sinh giỏi trung học cơ sở của thành phố Đà Nẵng. Cô từng đăng quang ngôi vị Hoa khôi Đại học Ngoại ngữ – Đại học Đà Nẵng 2021 và Á khôi 1 cuộc thi Học sinh – Sinh viên thanh lịch Thành phố Đà Nẵng 2021.

## Sự nghiệp

### Hoa hậu Việt Nam 2022
Năm 2022, trong đêm chung kết Hoa hậu Việt Nam, cô đã đăng quang ngôi vị Hoa hậu và đồng thời cô cũng giành được giải phụ "Người đẹp Thể thao". Á hậu 1 thuộc về Trịnh Thùy Linh và Á hậu 2 là Lê Nguyễn Ngọc Hằng.

### Hoa hậu Quốc tế 2024
Năm 2024, Thanh Thủy được công bố là đại diện Việt Nam tại Hoa hậu Quốc tế 2024 được tổ chức tại Tokyo, Nhật Bản. Cô là Hoa hậu Việt Nam đầu tiên tham dự cuộc thi này, về sau cô giành chiến thắng và trở thành Hoa hậu Quốc tế đầu tiên đến từ Việt Nam, đồng thời còn là người Việt Nam thứ hai giành chiến thắng cuộc thi sắc đẹp trong Tứ đại Hoa hậu, sau Nguyễn Phương Khánh với ngôi vị Hoa hậu Trái Đất vào năm 2018.